# Оїсіда

38°35′38″ пн. ш. 140°22′22″ сх. д. / 38.59389° пн. ш. 140.37278° сх. д.
Оїсі́да (яп. 大石田町, おおいしだまち, МФА: [oːiɕida mat͡ɕi̥]) — містечко в Японії, в повіті Кіта-Мураяма префектури Ямаґата. Станом на 1 жовтня 2008 площа містечка становила 79,59 км². Станом на 1 січня 2009 населення містечка становило 8320 осіб.